# Trailer (promotie)
Een trailer is een korte promotiefilm waar in het kort wordt vermeld wat het product of evenement inhoudt alsmede promotionele opmerkingen.
Trailers worden meestal gebruikt voor de promotie van films, computerspellen, televisieprogramma's of series. Ook worden trailers gebruikt als aankondiging voor evenementen of concerten.
Een teasertrailer is een zeer korte trailer die weinig prijsgeeft van de inhoud en voornamelijk een aankondiging is van het product en moet zorgen voor meer naamsbekendheid.